# Кампањ ле Булоне
Кампањ ле Булоне (фр. Campagne-lès-Boulonnais) насеље је и општина у североисточној Француској у региону Север-Па д Кале, у департману Па де Кале која припада префектури Montreuil.
По подацима из 2011. године у општини је живело 596 становника, а густина насељености је износила 44,88 становника/km². Општина се простире на површини од 13,28 km². Налази се на средњој надморској висини од 150 метара (максималној 179 m, а минималној 113 m).

## Демографија
| 1962. | 1968. | 1975. | 1982. | 1990. | 1999. | 2011. |
| ----- | ----- | ----- | ----- | ----- | ----- | ----- |
| 570   | 573   | 518   | 501   | 473   | 453   | 596   |

График промене броја становника у току последњих година